# CM COMPILATION Twelve Steps
『CM COMPILATION Twelve Steps』（シー・エム・コンピレーション・トゥエルブ・ステップス）は、BEGINのベスト・アルバム。1996年10月23日発売。発売元はファンハウス。

## 解説
TVコマーシャルに起用された楽曲を集めたコンピレーション・アルバム。
全12曲中、1996年に新たにレコーディングされた楽曲を含んでおり、CMに起用されながら本アルバム未収録楽曲がある。アサヒ・ほろにがのCMソング「これがはじまりだから」（1991年11月10日発売、「YOU」との両A面シングル）などが挙げられる。

## 収録曲
1. 恋しくて
  - 作詞・作曲：BEGIN　編曲：白井良明
2. ほほ笑みに続く道
  - 作詞：川村真澄　作曲：岡本朗　編曲：白井良明
3. バックミラーの潮騒 （NEW 1996 RECORDING）
  - 作詞：川村真澄　作曲：山田直毅　編曲：BEGIN
4. You 〜ENGLISH VERSION〜 （NEW 1996 RECORDING）
  - 作詞：真名杏樹　英語詞：Kanna S.McFaddin　作曲：BEGIN　編曲：白井良明
5. 誰かが君を呼ぶ声が （NEW 1996 RECORDING）
  - 作詞・作曲：BEGIN　編曲：BEGIN・松永俊弥・竹沢訓
6. 花待ち人
  - 作詞：田代五月　作曲：BEGIN　編曲：重実徹
7. 声のおまもりください
  - 作詞：田代五月・一倉宏　作曲：BEGIN　編曲：山田直毅
8. Easy Going
  - 作詞：田代五月　作曲：BEGIN　編曲：中崎英也
9. 君だけをつれて
  - 作詞：川村真澄　作曲・編曲：山田直毅
10. Sunny Afternoon （NEW 1996 RECORDING）
  - 作詞：松井五郎　作曲：岡本朗　編曲: BEGIN・松永俊弥・竹沢訓
11. 太陽のチルドレン （NEW 1996 RECORDING）
  - 作詞：真名杏樹　作曲・編曲：BEGIN
12. 今ならきっと
  - 作詞：田代五月　作曲・編曲：中崎英也

## タイアップ
1. 恋しくて - 日産自動車 "カルテット" CMソング
2. ほほ笑みに続く道 - JR東日本 "TOKYO TRAIN" CMソング
3. バックミラーの潮騒 - 松下電工 "BEGIN"シリーズ CMソング
4. You 〜ENGLISH VERSION〜 - ユニマット CMソング
5. 誰かが君を呼ぶ声が - 日本新聞協会 キャンペーンソング
6. 花待ち人 - 花キューピット "ごめんねブーケ" キャンペーンソング
7. 声のおまもりください - アステル CMソング
8. Easy Going - ハウス食品「北海道シチュー」CMソング
9. 君だけをつれて - 安田火災海上保険（現: 損害保険ジャパン） CMソング
10. Sunny Afternoon - リウボウ CMソング
11. 太陽のチルドレン - JR東海 "踏切事故防止キャンペーン" CMソング

## 関連作品
- 音楽旅団 M-1・2
- GLIDER M-3・10・11